# Hybocamenta unicolor
Hybocamenta unicolor är en skalbaggsart som beskrevs av Karl Henrik Boheman 1857. Hybocamenta unicolor ingår i släktet Hybocamenta och familjen Melolonthidae. Inga underarter finns listade i Catalogue of Life.